# Ronde van Limburg 2015
Il Ronde van Limburg 2015, sessantaquattresima edizione della corsa, valevole come evento dell'UCI Europe Tour 2015 categoria 1.1, si svolse il 14 giugno 2015 su un percorso di 199 km, con partenza e arrivo a Tongeren, in Belgio. La vittoria fu appannaggio del belga Björn Leukemans, che completò il percorso in 4h 45' 38" alla media di 41,802 km/h, precedendo il connazionale Dimitri Claeys e l'olandese Wouter Mol.
Al traguardo di Tongeren 72 ciclisti, dei 135 alla partenza, portarono a termine la competizione.

## Squadre e corridori partecipanti
| N.    | Cod. | Squadra                          |
| ----- | ---- | -------------------------------- |
| 1-8   | BKP  | BKCP-Corendon                    |
| 11-17 | LTS  | Lotto Soudal                     |
| 21-28 | WGG  | Wanty-Groupe Gobert              |
| 31-38 | TSV  | Topsport Vlaanderen-Baloise      |
| 41-48 | ROP  | Roompot Oranje Peloton           |
| 51-58 | RVL  | RusVelo                          |
| 61-68 | VGS  | Vastgoedservice-Golden Palace CT |
| 71-78 | WBC  | Wallonie-Bruxelles               |
| 81-88 | RIJ  | Cyclingteam Join's-De Rijke      |

| N.      | Cod. | Squadra                        |
| ------- | ---- | ------------------------------ |
| 91-98   | CIB  | Cibel                          |
| 101-108 | WIL  | Verandas Willems Cycling Team  |
| 111-118 | COR  | ERA Real Estate-Murprotec      |
| 121-128 | MET  | Metec-TKH Continental Cycling  |
| 131-138 | CCD  | Team Differdange-Losch         |
| 141-148 | VER  | Veranclassic-Ekoi              |
| 151-158 | PVC  | Parkhotel Valkenburg CT        |
| 161-168 | CSH  | Superano Ham-Isorex            |
| 171-178 | PCW  | T.Palm-Pôle Continental Wallon |

## Ordine d'arrivo (Top 10)

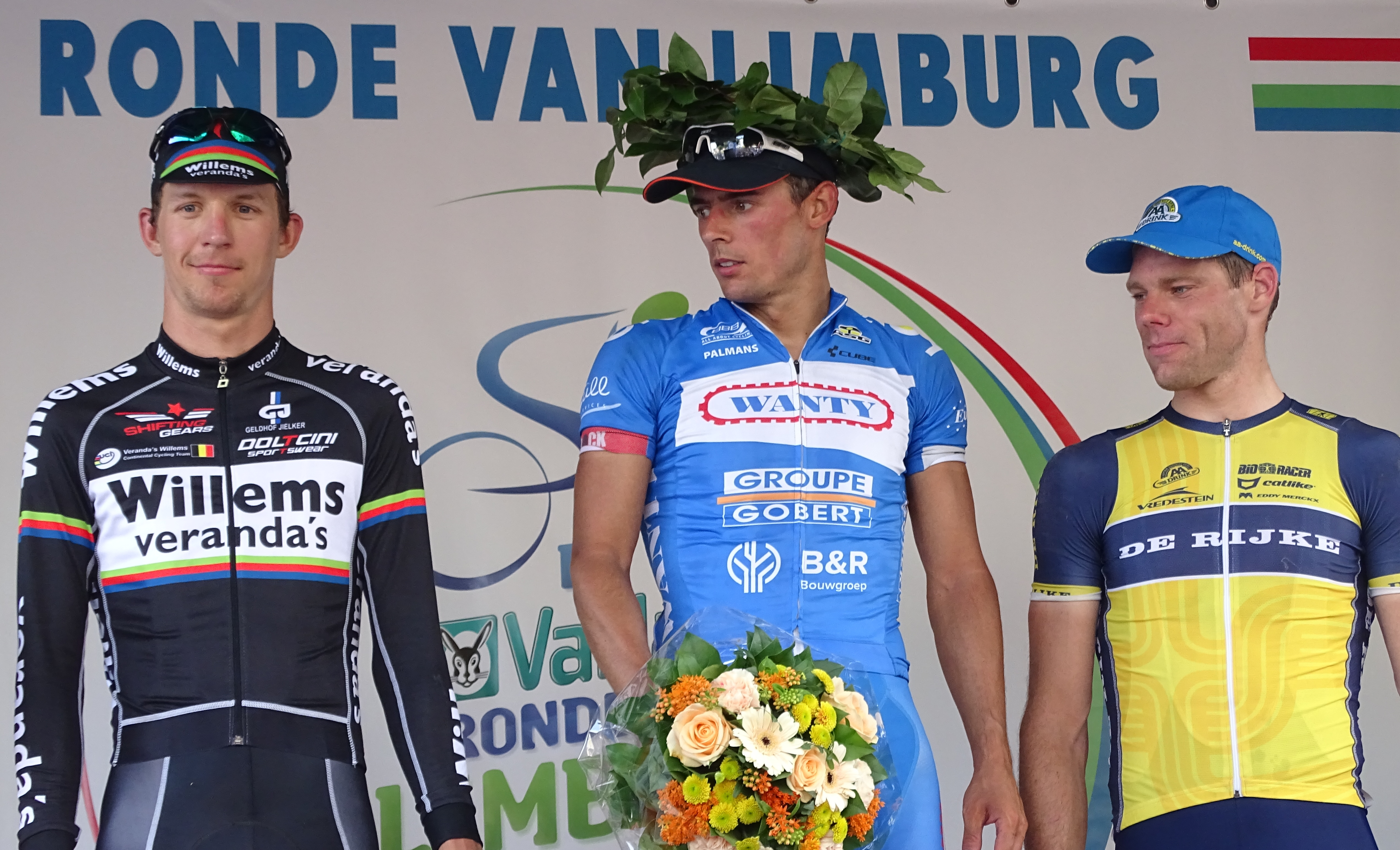
Il podio: Dimitri Claeys (2º), Björn Leukemans (1º) e Wouter Mol (3º)

| Pos. | Corridore          | Squadra      | Tempo    |
| ---- | ------------------ | ------------ | -------- |
| 1    | Björn Leukemans    | Wanty        | 4h45'38" |
| 2    | Dimitri Claeys     | Verandas     | a 4"     |
| 3    | Wouter Mol         | Join's       | a 11"    |
| 4    | Jesper Asselman    | Roompot      | s.t.     |
| 5    | Jens Debusschere   | Lotto        | s.t.     |
| 6    | Robin Stenuit      | Veranclassic | s.t.     |
| 7    | Amaury Capiot      | Topsport Vl. | s.t.     |
| 8    | Sjoerd Kouwenhoven | Metec        | s.t.     |
| 9    | Benjamin Verraes   | Cibel        | s.t.     |
| 10   | Gijs Van Hoecke    | Topsport Vl. | s.t.     |